# Liste der Monuments historiques in Saint-Pierre-les-Étieux
Die Liste der Monuments historiques in Saint-Pierre-les-Étieux führt die Monuments historiques in der französischen Gemeinde Saint-Pierre-les-Étieux auf.

## Liste der Bauwerke
| Bezeichnung      | Beschreibung                  | Standort              | Kennzeichnung | Schutzstatus | Datum | Bild           |
| ---------------- | ----------------------------- | --------------------- | ------------- | ------------ | ----- | -------------- |
| Herrenhaus       | Erbaut im 15./16. Jahrhundert | Rue du Château (Lage) | PA00096895    | Inscrit      | 1931  |                |
| Kirche St-Pierre | Erbaut im 11./12. Jahrhundert | (Lage)                | PA00096893    | Inscrit      | 1925  | weitere Bilder |

## Liste der Objekte
- Monuments historiques (Objekte) in Saint-Pierre-les-Étieux in der Base Palissy des französischen Kultusministeriums